# Desenvolvimento do cânone do Novo Testamento

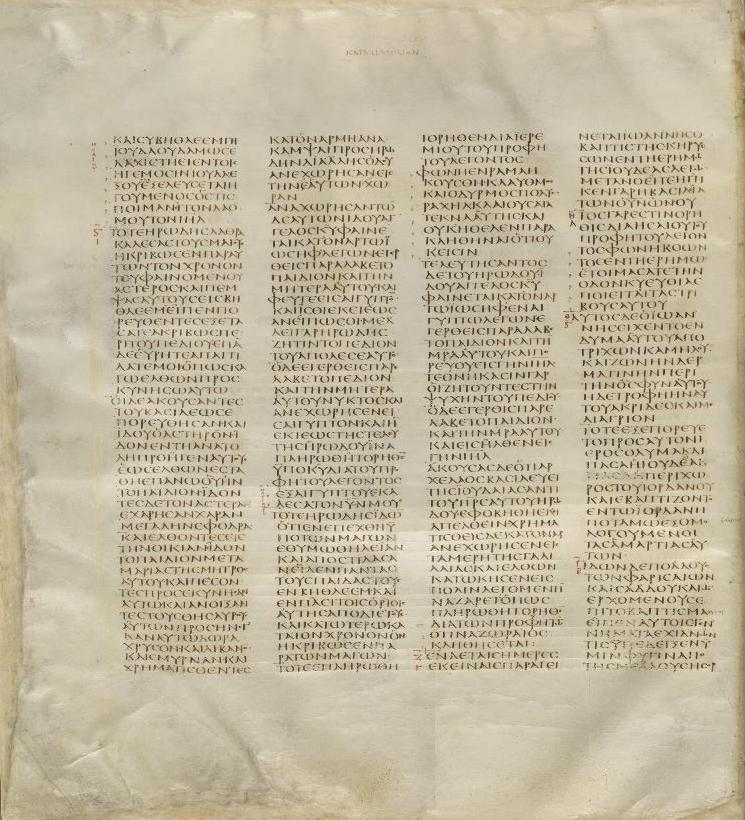
Mateus 2:5-3:7 numa página do Codex Sinaiticus, do século V

O desenvolvimento do cânone do Novo Testamento foi um processo que ocupou boa parte dos primeiros anos do cristianismo. Para a Igreja Ortodoxa, o reconhecimento destes livros como autoritativos foi formalizado no Concílio Quinissexto, em 692, e reafirmado no Sínodo de Jerusalém (1672). A Igreja Católica tornou dogmática sua definição do cânone bíblico no Concílio de Trento, de 1546, uma reafirmação dos cânones do Concílio de Florença (1442) e, especialmente, dos concílios sinodais de Roma (382) e norte-africanos de Hipona (393), Cartago (397) e Cartago (419). Para a Igreja da Inglaterra, o cânone tornou-se dogma a partir da publicação dos Trinta e Nove Artigos em 1563. Para o calvinismo, a Confissão de Westminster fixou-o em 1647.
O cânone do Novo Testamento é o conjunto de livros que os cristãos consideram como inspirados por Deus e que fazem parte do Novo Testamento da Bíblia cristã. Para a maioria das denominações cristãs, trata-se de uma lista de vinte e sete livros, dentre os quais os Evangelhos, os Atos dos Apóstolos, diversas epístolas e o Apocalipse.

## Primeiras coleções

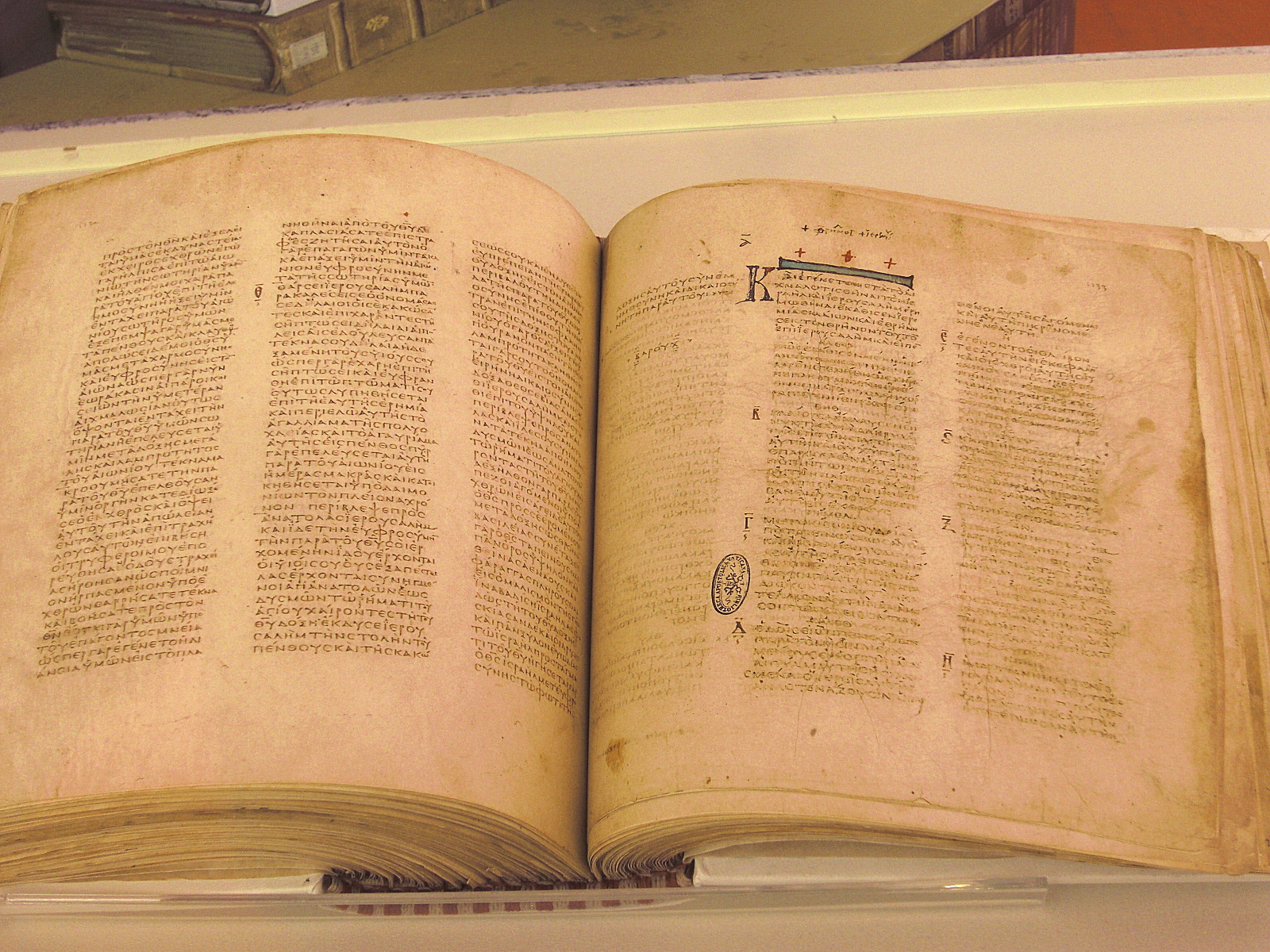
Codex Vaticanus, um manuscrito do século IV considerado como sendo a mais antiga cópia completa da Bíblia, incluindo o Novo Testamento

Escritos atribuídos aos Apóstolos circulavam entre as primeiras comunidades cristãs. As epístolas paulinas já circulavam, talvez já em conjunto, no final do século I. Justino Mártir, em meados do século II, menciona "memórias dos Apóstolos" sendo lidas "no dia chamado do sol" (domingo) juntamente com os "escritos dos profetas". Um conjunto definido de quatro evangelhos foi afirmado já por Ireneu de Lyon (c. 180).
No início do século III, Orígenes pode ter utilizado os mesmos vinte e sete livros atualmente presentes no cânone do Novo Testamento, embora já existissem disputas sobre a aceitação da Epístola aos Hebreus, Epístola de Tiago, II Pedro, II João, III João, Epístola de Judas e o Apocalipse, um conjunto conhecido como Antilegomena ("obras em disputa"). Da mesma forma, o Fragmento Muratoriano é uma prova que, talvez já no final do século II, existia um conjunto de textos cristãos similar ao cânone moderno, incluindo os quatro evangelhos, e argumentando contra as objeções aos Antilegomena. Assim, apesar de terem existido debates durante os primeiros anos do cristianismo sobre o cânone do Novo Testamento, é possível supor que os principais escritos já haviam sido aceitos pela maioria dos cristãos em meados do século III.
Em sua Carta Festiva de 367, Atanásio, patriarca de Alexandria, fornece uma lista de livros contendo os vinte e sete livros canônicos e utilizou a palavra "canonizados" (em grego:  κανονιζόμενα, "kanonizomena") para se referir a eles. O primeiro concílio a aceitar este cânone oficial foi o Sínodo de Hipona (393), no norte da África. Um breve sumário dos seus atos foi lido e aceito pelo concílios de Cartago de 397 e 419. Estes concílios foram todos realizados sob os auspícios de Agostinho, que considerava que o cânone já estava fechado em sua época. O Concílio de Roma (382), do papa Dâmaso I, publicou um cânone bíblico idêntico ao já mencionado se de fato o Decretum Gelasianum está associado a ele. Da mesma forma, a encomenda de Dâmaso para a produção da Vulgata latina por volta de 383 foi instrumental para a fixação de um cânone para a Bíblia no ocidente. Por volta de 405, o papa Inocêncio I enviou uma lista de livros sagrados ao bispo gaulês Exupério de Toulouse. Os estudiosos cristãos afirmam que, quando bispos e concílios tratavam do tema, eles não estavam tratando de algo novo e sim "ratificando o que já havia se tornado o pensamento da Igreja".
Assim, já a partir do século IV existia uma unanimidade no cristianismo ocidental sobre o cânone do Novo Testamento. No caso do cristianismo oriental, com algumas exceções, a aceitação do Apocalipse no século V encerrou a questão. Apesar disto, articulações plenamente dogmáticas sobre o cânone só foram feitas no Cânone de Trento (1546) para a Igreja Católica, a Confissão Gálica da Fé (1559) para o calvinismo, os Trinta e Nove Artigos (1563) para a Igreja da Inglaterra e o Sínodo de Jerusalém (1672) para a Igreja Ortodoxa.

## Cristianismo primitivo (até 325)

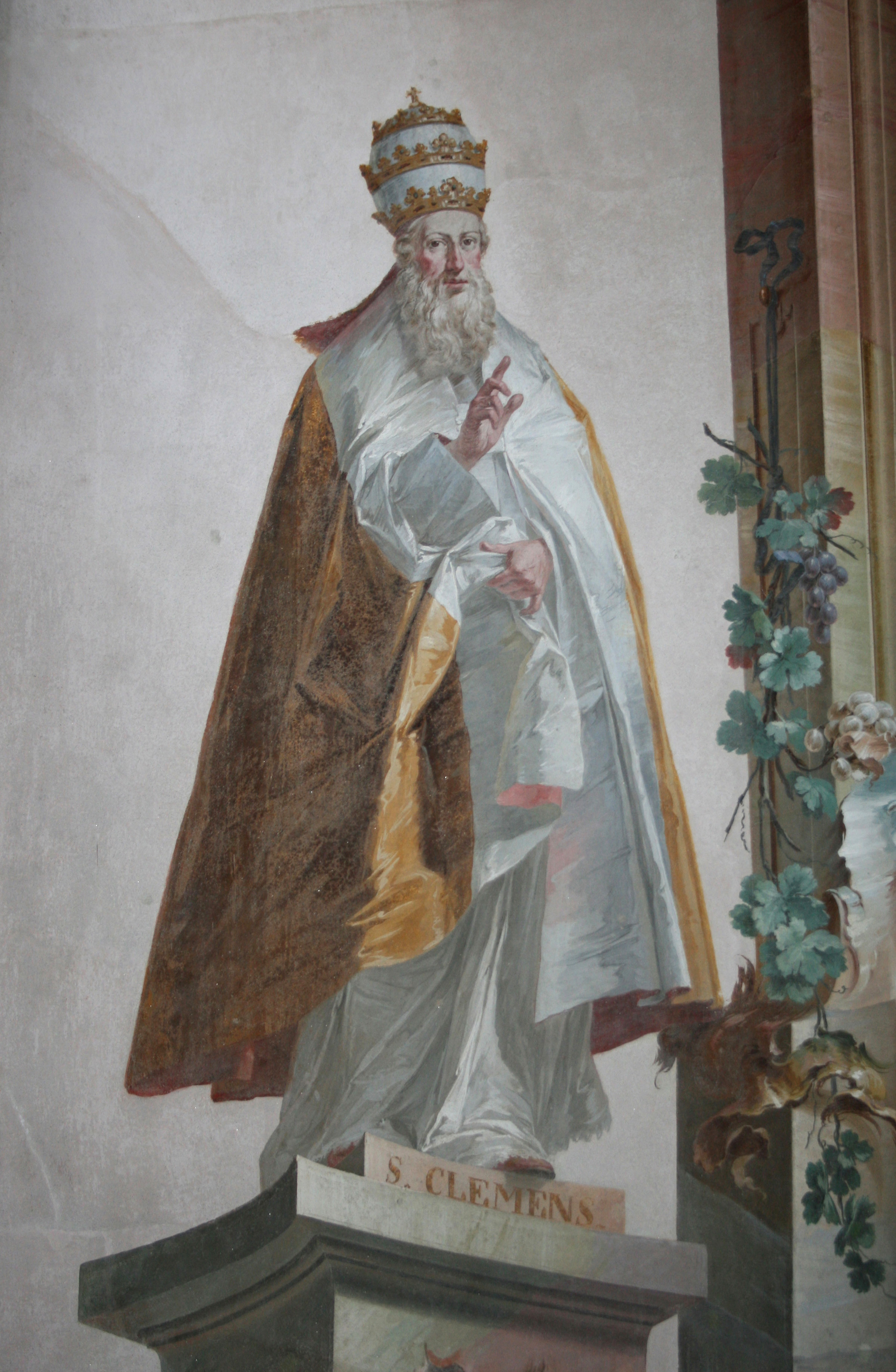
Clemente de Roma, o primeiro papa a deixar escritos sobre o cânone da Bíblia.
1742-5. Afresco de Biagio Bellotti em San Gregorio Magno in Camposanto, em Busto Arsizio.

No período de cem anos que se estende, grosso modo, de 50 a 150, diversos documentos começaram a circular nas primeiras igrejas, incluindo epístolas, evangelhos, memórias, apocalipses, homilias e coleções de ensinamentos. Enquanto alguns destes documentos eram de origem apostólica, outros se basearam na tradição de apóstolos e na palavra de ministros em suas missões individuais. Outras ainda representavam a soma dos ensinamentos deixados para uma igreja em particular. Diversos destes textos tentavam expandir, interpretar e aplicar os ensinamentos apostólicos em uma determinada localidade.

### Clemente de Roma
No final do século I, algumas epístolas paulinas já eram do conhecimento do papa Clemente I (fl. 96), assim como algumas "palavras de Jesus". Apesar de demonstrar grande estima por elas, ele não as considerava como "Escritura" ("graphe"), um termo que ele reservava para a Septuaginta, a versão grega do Antigo Testamento. Metzger conclui o seguinte sobre Clemente:
| “ | Clemente... faz uma ocasional referência a certas palavras de Jesus; apesar de elas serem autoritativas para ele, ele não parece preocupado sobre como sua autenticidade podia ser assegurada. Em duas das três instâncias nas quais ele fala de lembrar 'as palavras' de Cristo ou do Senhor Jesus, aparentemente ele tem um registro escrito em mente, mas ele não o chama de 'evangelho'. Ele conhece diversas epístolas de Paulo e estima muito seu conteúdo; o mesmo pode ser dito da Epístola aos Hebreus, que ele também conhece. Emboras estes textos obviamente possuíssem considerável importância para Clemente, ele jamais se refere a eles como 'Escritura'. | ” |

.

### Marcião de Sínope
Marcião de Sinope, um bispo da Ásia Menor que viajou para Roma e foi mais tarde excomungado por suas visões, foi o primeiro a propor uma lista única, exclusiva e definitiva de Escrituras cristãs, compiladas entre 130 e 140. Inácio de Antioquia fez referência a Escrituras cristãs antes de Marcião em seus textos contra as heresias dos judaizantes e docetistas, mas ele não define uma lista de livros canônicos. Em seu livro "Origem do Novo Testamento", Adolf von Harnack defendeu que Marcião percebia a igreja de sua época como sendo principalmente uma "igreja do Antigo Testamento", ou seja, que "segue o testamento do Deus criador", sem um cânone do Novo Testamento firmemente estabelecido e que a igreja formulou gradualmente seu cânone em resposta ao desafio proposto por Marcião.
Ele rejeitava a teologia do Antigo Testamento inteiramente e considerava que o deus representado lá era um ser inferior. Em "Antithesis", Marcião alegava que o Antigo Testamento era incompatível com os ensinamentos de Jesus sobre Deus e a moralidade. Ele acreditava que Jesus teria vindo para liberar a humanidade da autoridade do deus do Antigo Testamento e para revelar o deus superior de bondade e misericórdia que Ele chamava de "Pai".
Para suportar sua doutrina, Marcião estabeleceu um grupo definido de livros que ele considerava plenamente autoritativos, descartando todos os demais. Entre eles estavam dez das epístolas paulinas (sem as epístolas pastorais) e o Evangelho de Lucas. É incerto se ele editou estes livros para expurgar o que não estava de acordo com sua visão ou se as versões que ele utilizava eram representativas de uma tradição textual diferente. O Evangelho de Marcião, chamado simplesmente de "Evangelho do Senhor", diferia do Evangelho de Lucas por não conter nenhuma passagem que ligasse Jesus ao Antigo Testamento. Marcião batizou a sua coleção de epístolas de "Apostolikon" e elas também eram diferentes das versões posteriormente aceitas pelos cristãos.
A lista de Marcião e sua teologia foram rejeitados como heréticas pela Igreja antiga. Contudo, Marcião forçou os demais cristãos a enfrentarem a questão de quais textos seria considerados canônicos e o motivo. Ferguson (2002) cita "De praescriptione haereticorum", de Tertuliano:
| “ | Como Marcião separou o Novo Testamento do Antigo, ele é necessariamente subsequente àquilo que separou, pois apenas estava em seu poder separar o que estava antes unido. Tendo estado unido antes de sua separação, o fato de sua subsequente separação prova a subsequência também do homem que efetuou a separação. | ” |
|   | — Tertuliano, De praescriptione haereticorum 30. |   |

Ainda segundo Ferguson, "[Wolfram] Kinzig sugere que era Marcião que usualmente chamava sua Bíblia de 'testamentum'". Outros estudiosos propõem que foi Melito de Sardis quem teria cunhado o termo "Antigo Testamento".
Robert M. Price defende que as evidências de que os primeiros Pais da Igreja, como Clemente, Inácio e Policarpo, conheciam as epístolas paulinas é pouco clara e conclui que foi Marcião a primeira pessoa a colecionar os textos de Paulo nas diversas igrejas e a tratar as epístolas paulinas como um conjunto.

### Justino Mártir
Em meados do século II d.C., Justino Mártir, cujas obras são do período entre 145 e 163, menciona as "memórias dos apóstolos", que os cristãos chamavam de "evangelhos" e que eram considerados do mesmo status que o Antigo Testamento. Não há consenso entre os estudiosos se Justino incluiu o Evangelho de João entre estas "memórias" ou se, por outro lado, ele baseou sua doutrina sobre o Logos nelas.
Justino cita as epístolas paulinas, I Pedro e os Atos dos Apóstolos em suas próprias obras.

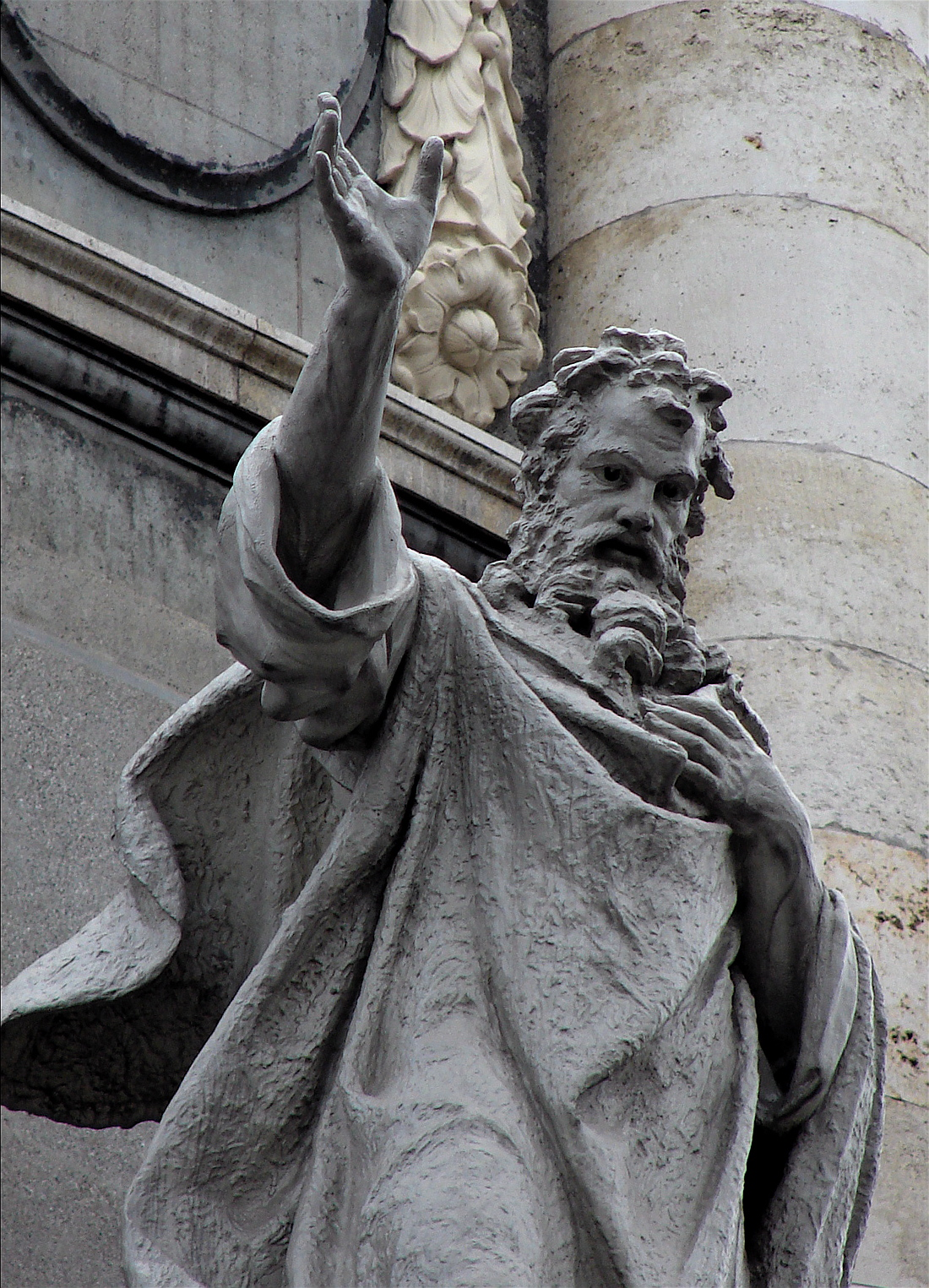
Ireneu de Lyon (m. 202), um dos autores cristãos a tratarem da questão do cânone.
1883-84. Estátua na Frederikskirken, em Copenhagen, na Dinamarca.

Nas obras de Justino é possível encontrar referências a Romanos, I Coríntios, Gálatas, Efésios, Colossenses e II Tessalonicenses; possivelmente há referências também a Filipenses, Tito e I Timóteo. Além disto, ele também faz referência aos Atos dos Apóstolos, I Pedro e uma fonte desconhecida num relato sobre o batismo de Jesus e que difere do relato dos evangelhos sinóticos: "Quando Jesus afundou na água, fogo se acendeu no Jordão; e quando ele se levantou da água, o Espírito Santo desceu nele. Os apóstolos de Cristo escreveram isto".

### Taciano
Taciano foi um cristão convertido por Justino Mártir numa visita a Roma por volta de 150 e que, depois de muito estudo, retornou para a Síria em 172 para a reformar a igreja lá. Em algum momento (alguns sugerem c. 160), ele compôs um único "evangelho harmonizado" costurando o conteúdo dos quatro evangélicos com eventos não citados em nenhum deles numa única narrativa baseada principalmente na cronologia do Evangelho de João. Esta obra é conhecida como "Diatessarão" ("Através de Quatro") e se tornou o texto oficial do evangelho da igreja na Síria, baseada em Edessa.

### Ireneu de Lyon
Ireneu de Lyon fez referência a um conjunto definido de quatro evangelhos por volta de 180. Em sua obra principal, "Adversus Haereses", Ireneu denunciou vários grupos cristãos primitivos que utilizavam apenas um evangelho, como o marcionismo, que utilizava apenas o "Evangelho do Senhor" de Marcião, os ebionitas, que aparentemente utilizavam uma versão aramaica de Mateus, ou os docetistas, que utilizavam apenas o Evangelho de Marcos, além de grupos que utilizavam mais do que os quatro evangelhos. Ireneu declarou que os quatro ele defendia eram os quatro "Pilares da Igreja". "Não é possível que haja mais nem menos do que quatro" afirmou ele apresentando como lógica a analogia com os quatro cantos da terra e os quatro ventos. Esta imagem, baseada em Ezequiel 1 ou Apocalipse 4:6-10, do Trono de Deus segurado por quatro criaturas com quatro faces distintas — "a primeira criatura era semelhante a um leão, a segunda criatura semelhante a um novilho, a terceira criatura tinha um rosto como de homem, e a quarta criatura era semelhante a uma águia que voa" — equivalentes ao evangelho "de quatro formas" (o "tetramorfo") é a origem dos tradicionais símbolos dos evangelistas: leão para Marcos, touro para Lucas, águia para João e homem para Mateus. A tese de Ireneu terminou sendo vencedora e apenas estes quatro foram considerados como portadores da "verdade".
Baseados na argumentação apresentada por Ireneu em defesa de apenas quatro evangelhos autênticos, alguns estudiosos deduziram que a tese do "evangelho de quatro formas" provavelmente ainda era uma novidade na época dele. Porém, o sucesso do "Diatessarão" de Taciano, da mesma época, é "...um poderoso indicativo de que o evangelho de quatro formas patrocinado contemporaneamente por Ireneu não era amplamente, e muito menos universalmente, reconhecido".
Ireneu aparentemente cita 21 dos livros do Novo Testamento e nomeia quem ele acreditava ter sido o autor do texto. Ele menciona os quatro evangelhos, Atos, as quase todas as epístolas paulinas, I Pedro, I João, II João e o Apocalipse. Ele argumenta que seria ilógico rejeitar os Atos dos Apóstolos e aceitar o Evangelho de Lucas, pois ambos eram do mesmo autor; ele ridicularizou os que se acreditavam mais sábios do que os doze Apóstolos por afirmarem que estes estariam ainda sob a influência dos judeus. Ele também pode ter citado Hebreus (2.30), Tiago (4.16) e até mesmo II Pedro (5.28), mas não cita Filêmon, III João e nem Judas.
Ireneu acreditava que a epístola aos Coríntios conhecida na época como "Primeira Epístola de Clemente" era de grande valor, mas não parece ter acreditado que Clemente de Roma era o autor (3.3.3) e parece acreditar que ela teria o mesmo status, mais baixo, que a Epístola de Policarpo aos Filipenses (3.3.3). Ele também faz referência a uma passagem do "Pastor de Hermas" como sendo "escritura" ("primeiro mandamento"), mas o trecho apresenta alguns problemas de consistência por parte dele mesmo. O Pastor de Hermas ensina que Jesus não era ele próprio um ser divino, mas um homem virtuoso que foi posteriormente preenchido pelo Espírito Santo e foi adotado pelo Pai como seu Filho (uma heresia chamada adocionismo). Mas a própria obra de Ireneu, incluindo sua citação do Evangelho de João (João 1:1) indica que ele acreditava de fato que Jesus sempre foi Deus.

### Fragmento Muratori

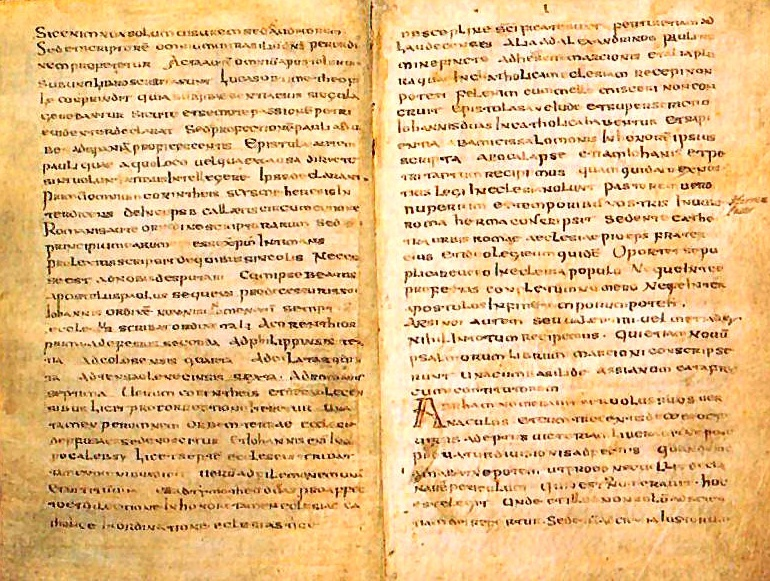
Fragmento Muratori (século VIII), preservado na Biblioteca Ambrosiana de Milão. É um dos mais antigos cânones do Novo Testamento sobreviventes

O Fragmento Muratori é o mais antigo exemplo conhecido de uma lista claramente definida de livros do Novo Testamento. Danificado e incompleto, o fragmento é uma tradução ruim para o latim de um original, em grego e perdido, geralmente datado no final do século II ou, segundo uma tese minoritária, no século IV. Este é o texto do fragmento, numa tradução de Metzgerː
| “ | O terceiro livro do Evangelho é o segundo Lucas... O quarto ... é o de João... os atos de todos os apóstolos...Sobre as epístolas de Paulo... Aos Coríntios primeiro, aos Efésios segundo, aos Filipenses terceiro, aos Colossenses quarto, aos Gálatas quinto, aos Tessalonicenses sexto, aos Romanos sétimo... uma vez mais aos Coríntios e aos Tessalonicenses... uma a Filêmon, uma a Tito e duas a Timóteo.... aos Laodicenses [e] outra aos Alexandrinos, [ambas] forjadas em nome de Paulo para [avançar] a heresia de Marcião... a epístola de Judas e duas do já mencionado (ou trazendo o nome de) João... o [livro da] Sabedoria... Recebemos apenas os apocalipses de João e de Pedro, embora alguns de nós não queremos que este último seja lido na igreja. Mas Hermas escreveu o Pastor bem recentemente... E, portanto, ele deveria, de fato, ser lido; mas ele não pode ser lido publicamente para o povo na igreja. | ” |

### Controvérsias

#### Rejeição às obras de Paulo
No final do século IV, Epifânio de Salamina (m. 402), em sua obra "Panarion" (29), afirma que os nazarenos haviam rejeitado as epístolas paulinas e Ireneu de Lyon, em "Adversus Haereses" (26.2), afirma que os ebionitas também haviam feito o mesmo. Atos 21:21 relata um rumor de que Paulo tentava subverter o Antigo Testamento. II Pedro 3:16 afirma que suas epístolas haviam sido abusadas por heréticos, que "as torceram como fizeram com as outras escrituras". Eusébio de Cesareia, em "História Eclesiástica" (6.38), afirma que os elcasaitas "usavam textos de todas as partes do Antigo Testamento e dos Evangelhos; eles rejeitam Paulo inteiramente". Ele já havia afirmado (4.29) que Taciano rejeitava também as epístolas paulinas e os Atos dos Apóstolos. Mais adiante (6.25), ele afirma que Orígenes aceitou 22 livros canônicos dos hebreus mais Macabeus e os quatro Evangelhos, mas sobre Paulo, teria dito que "...[ele] não fez mais do que escrever para todas as igrejas que ensinou; e mesmo para aquelas que escreveu, enviou pouco mais do que algumas linhas".

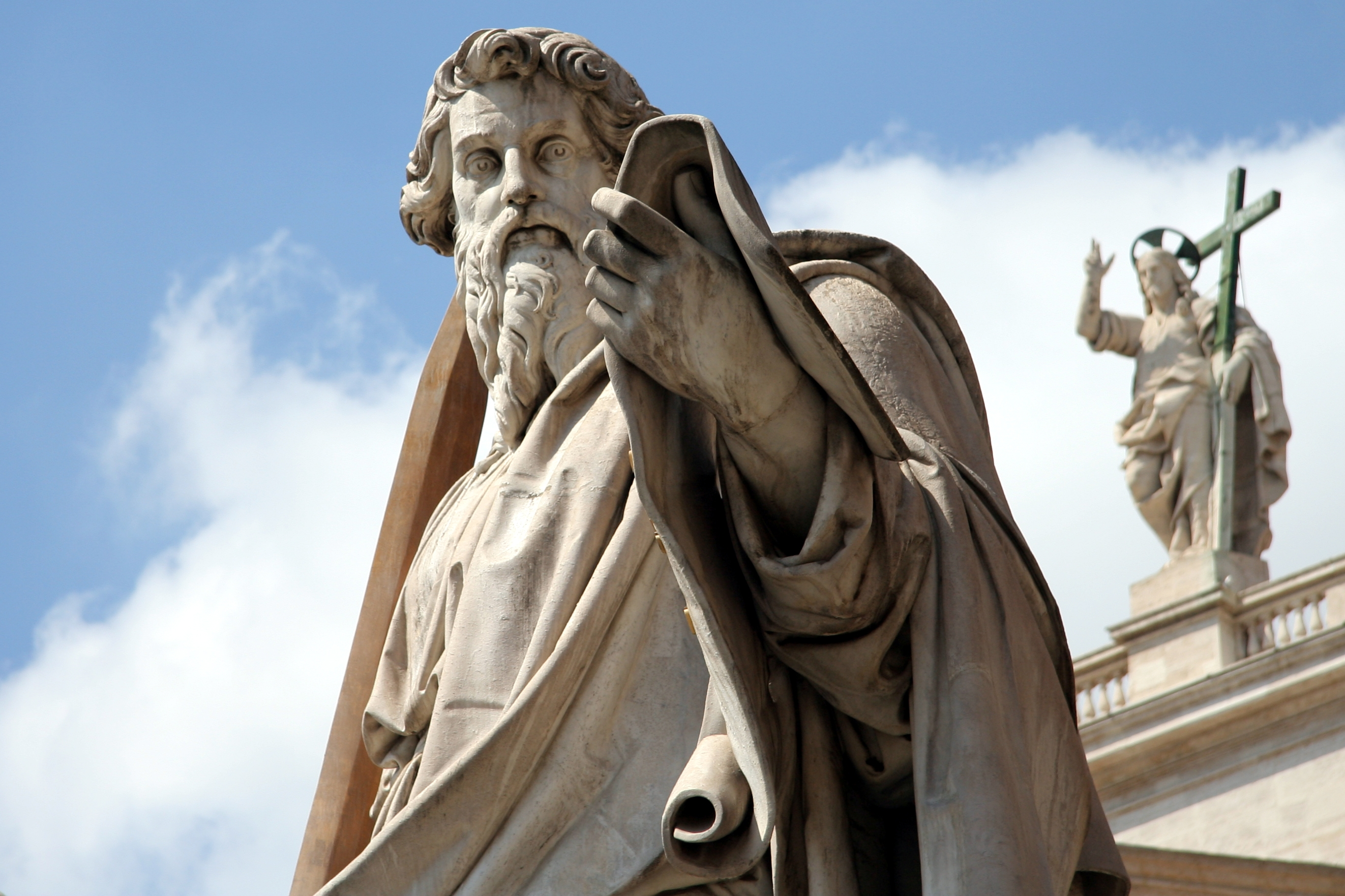
Estátua de Paulo de Tarso no Vaticano. Paulo é o autor da maioria das epístolas que fazem parte do cânone do Novo Testamento

No próprio Novo Testamento, há referência a pelo menos algumas das obras de Paulo como sendo 'Escritura'. Segundo Pedro:
| “ | «como faz também em todas as suas epístolas, nelas falando disto, nas quais há algumas coisas difíceis de entender, que os indoutos e inconstantes torcem, como o fazem também com as demais Escrituras, para a sua perdição.» (II Pedro 3:16) | ” |

A referência às "demais" Escrituras, presumivelmente a Septuaginta, denota que o autor de II Pedro considerava as obras de Paulo, pelo menos as que já estavam escritas até então, como sendo "Escritura". É difícil determinar a data desta epístola e comentários e livros de referência já a dataram em quase todas as décadas entre 60 a 160.

#### Cânone aberto de Clemente de Alexandria
Clemente de Alexandria (c. 150 – c. 215) utilizava um "cânone aberto", preocupando-se menos com a canonicidade de um livro e mais com sua inspiração. Além de livros que acabaram foram do cânone final de vinte e sete livros no Novo Testamento e que tinham aceitação local (como Epístola de Barnabé, Didaquê, I Clemente, Apocalipse de Pedro, Pastor de Hermas, Evangelho dos Hebreus), ele também utilizava o Evangelho dos Egípcios, Pregações de Pedro, Tradições de Matias, os Oráculos Sibilinos e tradições orais do evangelho. É fato, porém, que ele preferia os quatro evangelhos canônicos em relação aos demais, mas os suplementava livremente com textos apócrifos.

#### Alogi
Havia também os cristãos que rejeitavam o Evangelho de João (e, possivelmente, também o Apocalipse e as epístolas joaninas) ou por não o considerarem apostólico ou por ter sido escrito pelo gnóstico Cerinto ou por não ser compatível com os evangelhos sinóticos. Epifânio de Salamina chamou-os de alogi, ou seja, os que rejeitavam o Logos da doutrina de João. É possível também que tenha havido disputas sobre a doutrina do Paráclito. Caio, um presbítero de Roma (início do século III), aparentemente estava associado a este movimento.

## Período dos sete concílios ecumênicos (325–787)

### Eusébio

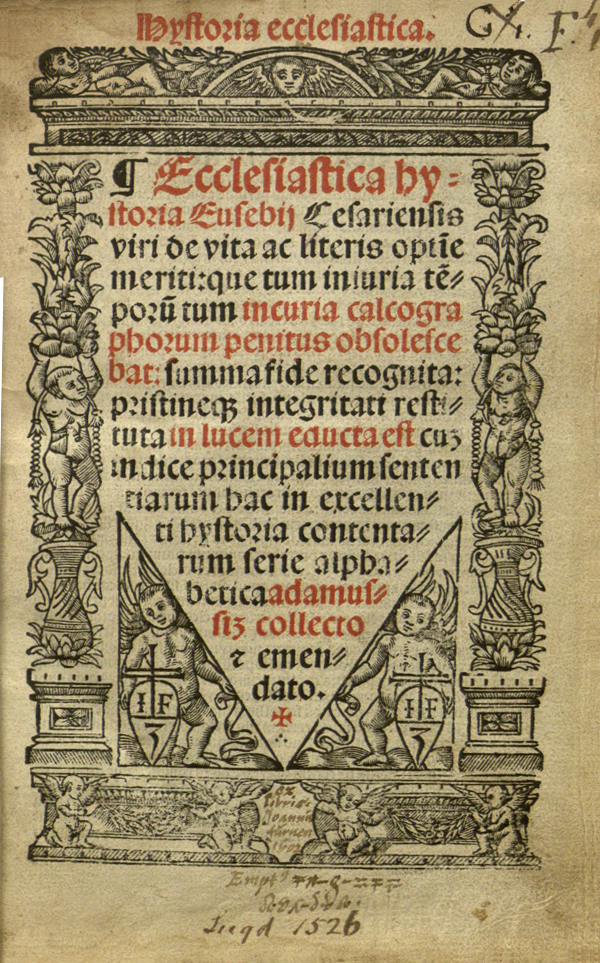
Página da "História Eclesiástica" (c. 330), obra na qual Eusébio de Cesareia relatou o cânone do Novo Testamento vigente na sua época

Eusébio de Cesareia, em sua "História Eclesiástica" (c. 330), mencionou os livros que ele entendia como parte do Novo Testamentoː
| “ | Chegando aqui, é hora de recapitular os escritos do Novo Testamento já mencionados. Em primeiro lugar temos que colocar a tétrade santa dos Evangelhos, aos quais segue-se o escrito dos Atos dos Apóstolos. Depois deste há que se colocar a lista das Cartas de Paulo. Depois deve-se dar por certa a chamada Primeira de João, assim como a de Pedro. Depois destas, se está bem, pode-se colocar o Apocalipse de João, sobre o qual exporemos oportunamente o que dele se pensa. Estes são os ditos admitidos [Homologoumena]. Dos livros discutidos [Antilegomena], por outro lado, mas que são conhecidos da grande maioria, temos a Carta dita de Tiago, a de Judas e a segunda de Pedro, assim como as que se diz serem segunda e terceira de João, sejam do próprio evangelista, seja de outro com o mesmo nome. Entre os espúrios sejam listados: o escrito dos Atos de Paulo, o chamado Pastor e o Apocalipse de Pedro, e além destes, a que se diz Carta de Barnabé e a obra chamada Ensinamento dos Apóstolos, e ainda, como já disse, talvez, o Apocalipse de João: alguns, como disse, rechaçam-no, enquanto outros o contam entre os livros admitidos. Alguns ainda catalogam entre estes inclusive o Evangelho dos hebreus, no qual são muito contemplados os hebreus que aceitaram Cristo. Todos estes são livros discutidos .... seja dos Evangelhos de Pedro, de Tomé, de Matias ou mesmo de algum outro, ou ainda dos Atos de André, de João e de outros apóstolos. Jamais um só dentre os escritores ortodoxos julgou digno mencionar estes livros em seus escritos.... claramente demonstram ser invenções de hereges. Por isso não devem ser incluídos nem mesmo entre os espúrios, mas devemos rechaçá-los como inteiramente absurdos e ímpios. | ” |
|   | — Eusébio de Cesareia, História Eclesiástica III.25. |   |

O Apocalipse de João está listado entre os admitidos e disputados, o que provocou uma certa confusão sobre o que exatamente Eusébio quis dizer ao fazer isto. A disputa, provavelmente atribuída a Orígenes. Ele próprio detalha mais ao falar de Paulo: "Por outro lado, é evidente e claro que as catorze cartas são de Paulo. Contudo, não é justo ignorar que alguns rechaçaram a carta aos Hebreus, dizendo que a Igreja de Roma não a admite por crer que não é de Paulo". Mais adiante, ele menciona o "Diatessarão", que ele considerava herético:
| “ | Mesmo assim, Taciano, seu primeiro líder, compôs certa combinação e agrupamento - não sei como - dos Evangelhos, ao que deu o nome de Diatessarão e que ainda hoje se conserva entre alguns. E diz-se que teve a ousadia de mudar algumas expressões do apóstolo [Paulo], alegando completar a correção de seu estilo. | ” |
|   | — Eusébio de Cesareia, História Eclesiástica IV.29. |   |

### Codex Claromontanus
O Codex Claromontanus (c. 303–67), uma página inserida numa cópia do sécuo IV das epístolas paulinas e Hebreus, apresenta o Antigo Testamento, incluindo os deuterocanônicos Tobias, Judite, Sirácida, I-II, IV Macabeus e o Novo Testamento, incluindo Atos de Paulo, Apocalipse de Pedro, Epístola de Barnabé e Pastor de Hermas e faltando Epístola aos Filipenses, I-II Tessalonicenses e Hebreus.
Zahn e Harnack acreditam que esta lista foi montada originalmente em grego em Alexandria (ou redondezas) por volta de 300. Segundo Jülicher, a lista é do século IV e é provavelmente de origem ocidental.

### Constantino
Em 331, Constantino I encomendou a Eusébio cinquenta bíblias para uso nas igrejas de Constantinopla. Atanásio (Apol. Const. 4) relata que aproximadamente 340 escribas de Alexandria trabalhavam preparando bíblias para Constante. Pouco mais se sabe, mas há muitas especulações sobre o tema. Por exemplo, especula-se se este pedido teria sido a motivação para produção de listas canônicas e que o Codex Vaticanus e o Codex Sinaiticus podem ser exemplares destas bíblias.

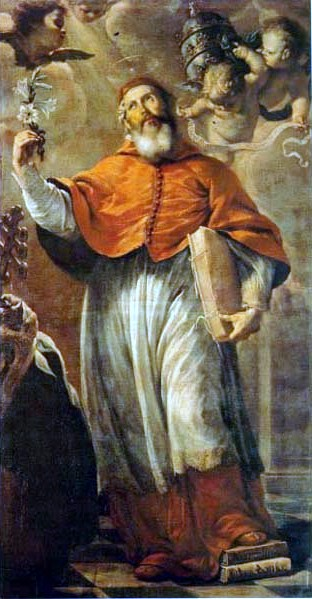
Papa Dâmaso I (r. 366-384), patrocinador do Concílio de Roma (382), que, supostamente, proclamou o "Decreto Gelasiano", um dos mais antigos cânones oficiais da Bíblia.
1685. Por Juan Carreño de Miranda, atualmente na Casa de la Villa de Madrid, Espanha.

Juntamente com a Peshitta e o Codex Alexandrinus, o Codex Vaticanus e o Codex Sinaiticus são as bíblias cristãs mais antigas ainda existentes.

### Sínodo de Laodiceia
O Sínodo de Laodiceia foi um sínodo regional que reuniu aproximadamente 30 clérigos da Ásia Menor entre 363 e 364 em Laodiceia, na Frígia Pacaciana. O 59º Cânone deste sínodo proibiu a leitura de livros não cânonicos nas igrejas. O 60º Cânone listou como canônicos 26 livros do Novo Testamento, excluindo o Apocalipse.
Contudo, a autenticidade deste último cânone é duvidosa pois ele não é citado em vários manuscritos antigos, o que pode significar que ele foi incluído posteriormente para clarificar o mandamento do cânone anterior.

### Lista de Cheltenham/Mommsen
A Lista de Cheltenham (ca. 365–90) é uma lista latina descoberta pelo acadêmico clássico alemão Theodor Mommsen num manuscrito do século X (majoritariamente com textos patrísticos) na biblioteca de Thomas Phillips, em Cheltenham, Inglaterra, e publicada em 1866. Ela provavelmente é de origem norte-africana e é de meados do século IV.
Nela constam 24 livros no Antigo Testamento, Gênesis, Êxodo, Números, Levítico, Deuteronômio, Josué, Juízes, Rute, I-IV Reinos, I-II Crônicas, I-II Macabeus, Jó, Tobias, Ester, Judite, Salmos, Salomão (provavelmente a Sabedoria), Profetas Maiores e Profetas Menores, e 24 livros no Novo Testamento, com contagens de sílabas e linhas, mas sem Judas, Tiago e, provavelmente, Hebreus; o autor parece ainda questionar as epístolas de João e de Pedro além das primeiras.

### Cânone Apostólico 85
Por volta de 380, o autor das Constituições Apostólicas atribuiu um cânone aos próprios Apóstolos como sendo 85º cânone de uma lista de decretos apostólicosː
| “ | Cânone 85. Que os seguintes livros sejam considerados veneráveis e santos por todos, clérigos e leigos. [...] e nossos livros sagrados, ou seja, do Novo Testamento, são quatro Evangelhos, de Mateus, Marcos, Lucas, João; as quatorze epístolas de Paulo; duas epístolas de Pedro; três de João; uma de Tiago; uma de Judas; duas Epístolas de Clemente; e as Constituições dedicadas a vós, os bispos, por mim, Clemente, em oito livros, que não é adequada para ser apresentada ao público perante todos por causa dos mistérios contidos nelas; e os nossos Atos, os Apóstolos. | ” |

A tradução copta e algumas versões em árabe incluem o Apocalipse. Karl Josef von Hefele afirma que "este é provavelmente o menos antigo cânone de toda a coleção";:n.3826 mesmo ele e William Beveridge acreditam que os textos dos Cânones Apostólicos datam do final do século II ou início do III, mas outros concordam que eles não podem ter sido escritos antes do Sínodo de Antioquia (341) e nem antes do final do século IV.

### Papa Dâmaso I
A encomenda do papa Dâmaso I de uma versão em latim da Bíblia a Jerônimo, conhecida como Vulgata, por volta de 383 d.C. foi instrumental para o estabelecimento do cânone bíblico no ocidente. O papa é geralmente considerado o pai do cânone católico, uma vez que a sua lista é geralmente considerada como sendo a lista que correspondeu ao moderno cânone. Fazendo-se passar como um documento produzido pelo Concílio de Roma, dirigido por Dâmaso, o chamado Decretum Gelasianum fornece uma lista idêntica à que seria aprovado como "Cânone de Trento" em 1546. Apesar de o texto não ser da época de Dâmaso, ele é um importante documento do século VI sobre o cânone bíblico. A lista, que segue abaixo, teria sido endossada pelo papa:
| “ | [Uma lista de livros do Antigo Testamento...] e, no Novo Testamento: 4 livros dos Evangelhos, 1 livro dos Atos dos Apóstolos, 13 epístolas do Apóstolo Paulo, 1 dele aos Hebreus, 2 de Pedro, 3 de João, 1 de Tiago, 1 de Judas e o Apocalipse de João. | ” |

### Agostinho e os sínodos norte-africanos

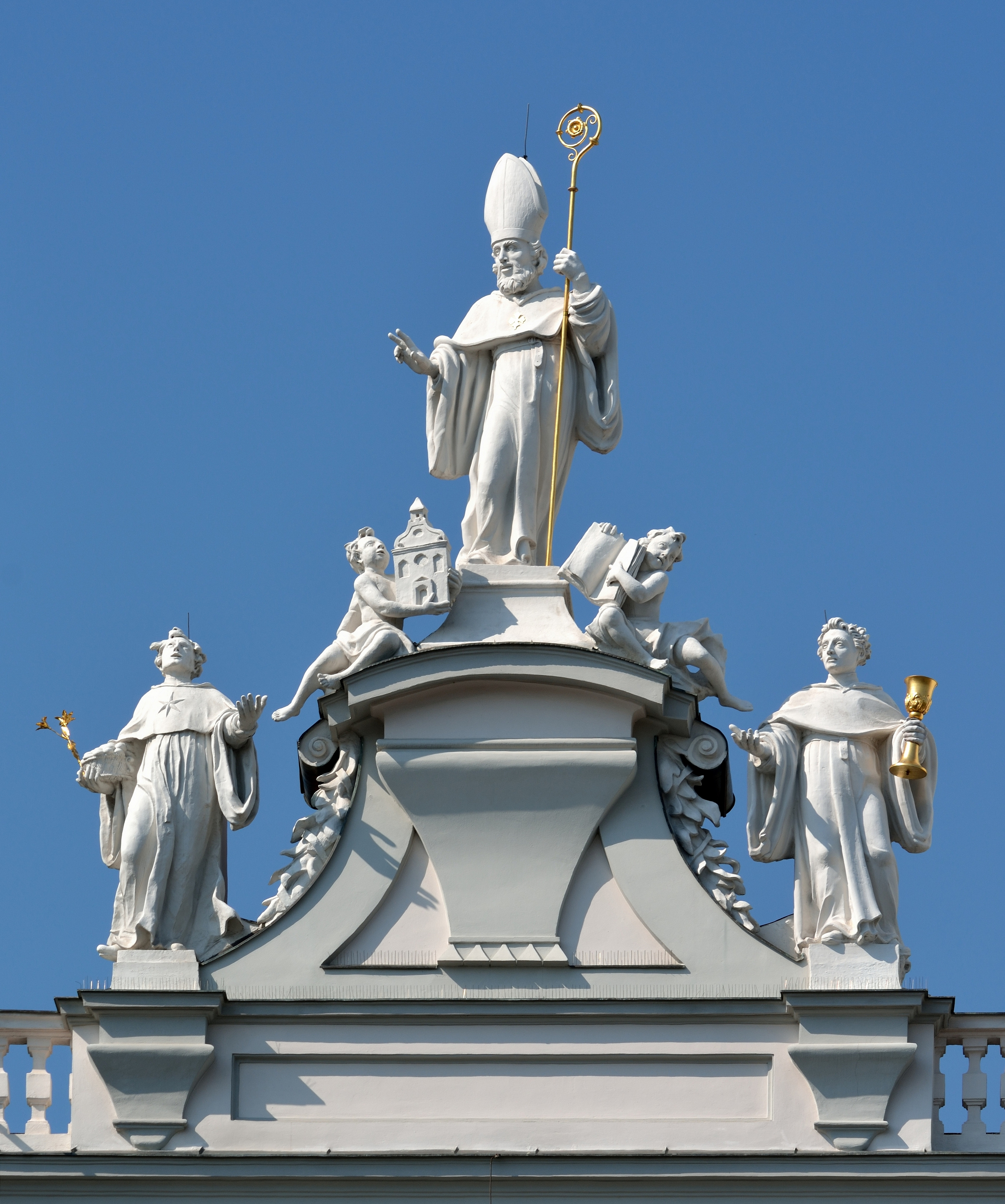
Agostinho de Hipona foi instrumental para a fixação do cânone do Novo Testamento ao realizar três concílios no norte da África entre 393 e 419 (Hipona, Cartago I e Cartago II).
Estátua na Rochuskirche, em Viena, Áustria.

Agostinho de Hipona declarou que se deveria "preferir os que são recebidos por todas as igrejas católicas do que os que algumas delas não recebem. Entre estes, novamente, que não são recebidos por todos, ele deverá preferir os que receberam a sanção de um número maior e os de maior autoridade ao invés dos que são defendidos por um número menor e os de menor autoridade".
Ele efetivamente impôs sua opinião sobre a Igreja ao comandar três sínodos sobre o cânone bíblico: o Sínodo de Hipona (393), Concílio de Cartago (397) e o Concílio de Cartago (419). Cada um deles reiterou a mesma lei: "nada deve ser lido na igreja com o nome de Escritura divina" exceto o Antigo Testamento (incluindo os livros deuterocanônicos) e os 27 livros canônicos do Novo Testamento. Aparentemente estes decretos também declararam que a Epístola aos Hebreus foi escrita por Paulo e, por um longo tempo, encerraram o debate sobre o tema.
Este mesmo cânone seria reafirmado em 1546 durante o Concílio de Trento.

### Papa Inocêncio I
Por volta de 405, o papa Inocêncio I enviou uma lista de livros sagrados ao bispo gaulês Exupério de Toulouse, idêntica à lista dos concílios de Agostinho e do Concílio de Trento. Ela cita "quatorze" epístolas paulinas, mas F.F. Bruce prefere "treze", excluindo Hebreus. Segundo a Enciclopédia Católica, na virada do século V, a igreja ocidental, liderada por Inocêncio I, reconheceu o cânone bíblico previamente estabelecido pelos cânones do Concílio de Roma (382) e dos concílios norte-africanos de Agostinho.

### Outros autores antigos
Cirilo de Jerusalém (c. 350), em sua "Aula Catequética" (4.36), lista os seguintes livros: "Evangelhos (4), Atos, Tiago, I-II Pedro, I-III João, Judas". As epístolas paulinas (14) e o Evangelho de Tomé citados como pseudepigrapha.
Em sua Carta Festiva de 367, Atanásio, patriarca de Alexandria, apresentou uma lista idêntica à que se tornaria o cânone oficial de 27 livros do Novo Testamento e utilizou a palavra "canonizados" ("kanonizomena") para se referir a eles.
Epifânio (c. 374-377), em "Panarion" (76.5), citou os quatros evangelhos, 13 epístolas de Paulo, Atos, Tiago, I Pedro, I-III João, Judas, Sabedoria e Sirácida.
O bispo Anfilóquio de Icônio, em seu poema "Jâmbicos para Selêuco", escrito em algum momento depois de 394, trata do debate sobre a inclusão de vários livros que deveriam ser admitidos e parece incerto sobre as últimas epístolas de Pedro e João, a epístola de Judas e o Apocalipse.
Jerônimo (c. 394) lista os seguintes livros como pertencentes ao Novo Testamento em sua Epístola 53: "Quatro do Senhor: Mateus, Marcos, Lucas, João, Epístolas de Paulo (14), I-II Pedro, I-III João, Judas, Tiago, Atos e Apocalipse".

### Cânones orientais
As igrejas orientais sentiram, de modo geral, menos a necessidade de delinear claramente o que seria o cânone do que as ocidentais. Elas eram mais conscientes da gradação da qualidade espiritual entre os livros que aceitavam (como a classificação feita por Eusébio) e geralmente se dispunham menos a afirmar que os livros que elas rejeitavam não possuíam nenhuma qualidade espiritual.
De forma similar, o cânone do Novo Testamento da Igreja Ortodoxa Síria, Igreja Apostólica Armênia, Igreja Ortodoxa Georgiana, Igreja Ortodoxa Copta de Alexandria e da Igreja Ortodoxa Etíope apresentam diferenças menores, mesmo que cinco destas igrejas façam parte da Igreja Ortodoxa. O Apocalipse é um dos livros mais disputados, pois, no oriente, movimentos como o quiliasmo e o montanismo levantaram suspeitas sobre ele. Ele só foi traduzido para o georgiano no século X e jamais foi incluído no lecionário oficial da Igreja Ortodoxa, em tempos bizantinos ou modernos. Porém, seu status canônico não é disputado.

## Fora do Império Bizantino

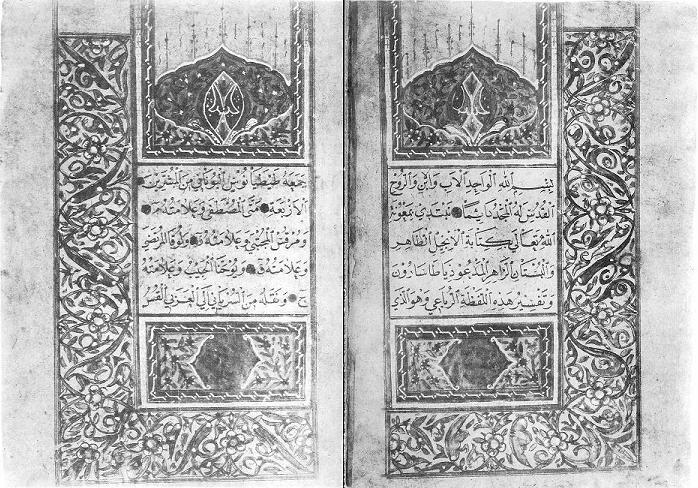
Manuscrito em árabe do Diatessarão, a harmonia evangélica que substituiu os evangelhos canônicos na Síria por muitos anos antes da adoção da Peshitta

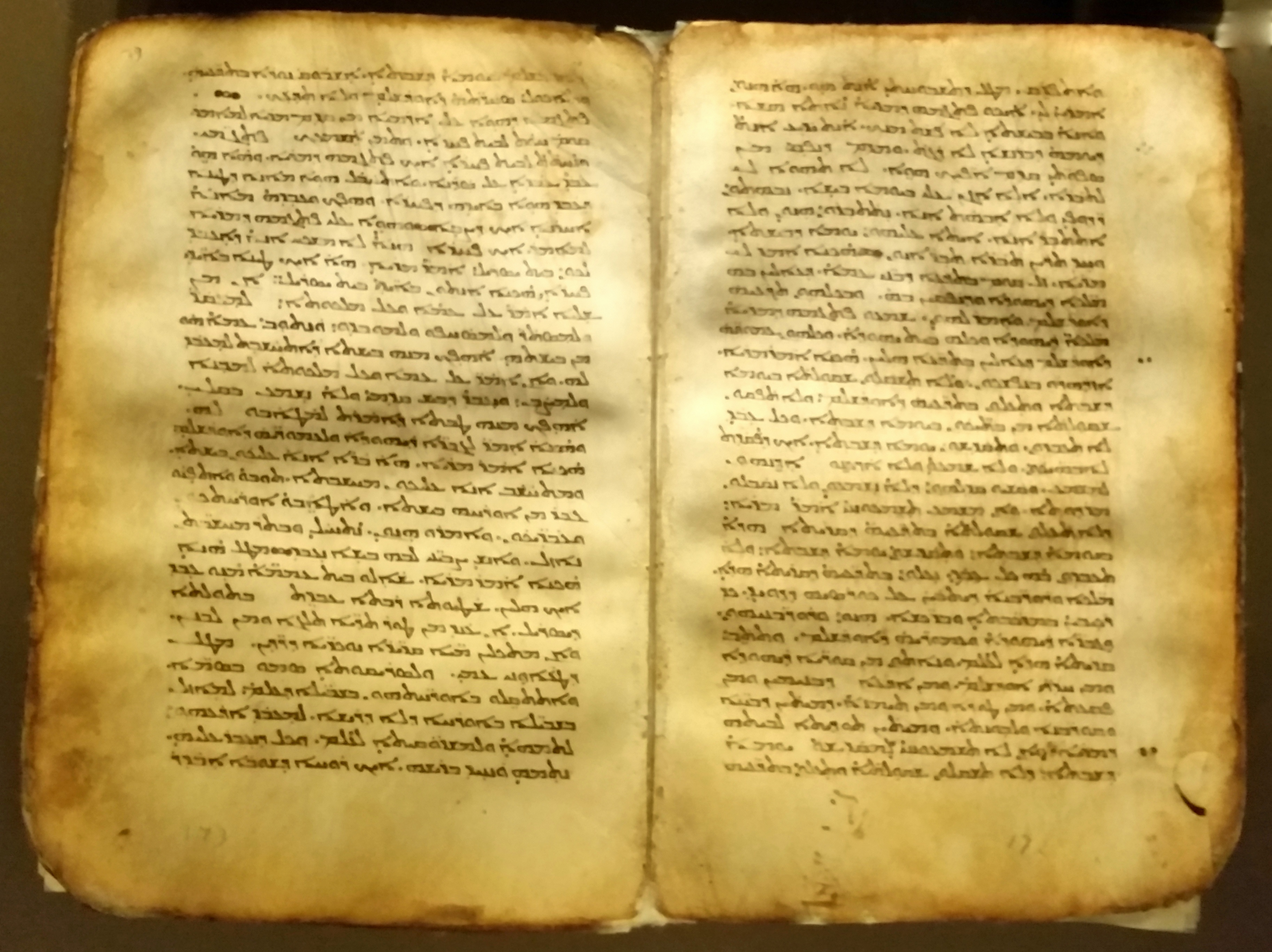
Manuscrito do século IX da Peshitta, a Bíblia padrão do cristianismo sírio, preservado em Israel

### Cânone sírio
No século IV, a Doutrina de Addai lista um cânone do Novo Testamento com dezessete livros: Diatessarão (que é uma harmonia dos quatro evangelhos), Atos e 15 epístolas paulinas (incluindo III Coríntios). A doutrina é tida como a mais antiga tradição da igreja síria e defende que somente estes livros podem lidos nas igrejas, nada mais. Ela também afirma que as epístolas de Paulo teriam sido enviadas por Pedro a partir de Roma e que Atos foi enviado por João, filho de Zebedeu, a partir de Éfeso.
Por séculos, este foi o único cânone aceito nas igrejas sírias, o que significa que a visão do próprio Taciano, mais estrita (ele rejeitava I Timóteo), não foi a vencedora. Além disso, depois de vários pronunciamentos oficiais sobre o cânone no século IV, Taciano foi declarado herético e os bispos Teodoreto de Cirro e Rábula de Edessa (ambas cidades sírias) confiscaram todas as cópias que puderam encontrar do Diatessarão e as substituíram pelos evangelhos canônicos. Como resultado, nenhuma cópia antiga do Diatessarão sobreviveu.
No século V, a Bíblia síria, chamada Peshitta, foi formalizada, aceitando Filêmon, Tiago, I Pedro e I João, mas excluindo II-III João, II Pedro, Judas e o Apocalipse. Depois do Primeiro Concílio de Éfeso (431), a Igreja do Oriente se separou e mantém este cânone como oficial até os dias de hoje. Este cânone com 22 livros é o que foi citado por João Crisóstomo (c. 347-407) e Teodoreto (393-466) como sendo o utilizado pela Escola de Antioquia. Ele também inclui o Salmo 151, os Salmos 152-155 e II Baruque no Antigo Testamento. A Igreja Ortodoxa Síria utiliza este cânone, mas acrescentando os outros livros normalmente presentes no cânone do Novo Testamento, como é o caso da Peshitta de Lee (1823).
Atualmente, os lecionários oficiais seguidos pela Igreja Ortodoxa Síria Malancara, com sede em Kottayam, na Índia, e da Igreja Síria Caldeia, também chamada de Igreja Síria Malabar, com sede em Thrissur, na Índia, ainda utilizam o cânone de 22 livros da Peshitta original.

### Cânone armênio
A Bíblia armênia acrescenta apenas um livro, III Coríntios, que também é parte dos Atos de Paulo, um livro que foi canonizado pela Igreja Apostólica Armênia, mas que não faz mais parte da Bíblia. O Apocalipse, porém, só foi aceito por volta de 1200, quando o arcebispo Narses organizou um sínodo armênio em Constantinopla justamente para aceitá-lo. Apesar disto, até o final de 1290 houve várias tentativas de incluir no cânone armênio diversos livros apócrifos como "Conselho da Mãe de Deus aos Apóstolos", o "Livro de Criapos" e a popular "Epístola de Barnabé".
A Igreja Apostólica Armênia também já teve em seu cânone do Antigo Testamento o "Testamento dos Doze Patriarcas".

### Cânones copta e etíope
A Bíblia copta, adotada pela Igreja Ortodoxa Copta, inclui I-II Clemente e a Bíblia etíope, utilizada pela Igreja Ortodoxa Etíope (Tewahedo), inclui diversos livros não aceitos por nenhuma outra igreja: "Sinodos" (uma coleção de orações e instruções atribuídas a Clemente de Roma, o "Octateuco" (um livro supostamente escrito por Pedro para Clemente), o "Livro da Aliança" (em duas partes: a primeira detalha as regras do ordenamento eclesiástico e a segunda, traz instruções de Jesus para os discípulos passadas por ele entre a ressureição e a ascensão), e a "Didascalia" (com mais regras, similar às "Constituições Apostólicas"). Além disto, a ordem, o nome e a divisão dos capítulos/versículos de alguns livros é ligeiramente diferente dos demais cânones.
Porém, estes livros jamais foram impressos e nunca foram amplamente estudados. Este "cânone ampliado" também inclui, no Antigo Testamento, uma história dos judeus em oito partes baseada nas obras de Flávio Josefo, conhecido como "Josefo ben Gurion" (Yosēf walda Koryon).

## Depois da Reforma (a partir de 1517)
Para os católicos, o "Magistério da Igreja Católica" (em latim: Magisterium) tem um status equivalente ao da "Santa Tradição" e ao das Sagradas Escrituras e os três, em conjunto, servem para o bem da Igreja. Ao rejeitar tanto o Magisterium quanto a Tradição, os reformadores protestantes se concentraram na doutrina da sola scriptura, ou seja, da autoridade da Bíblia apenas.

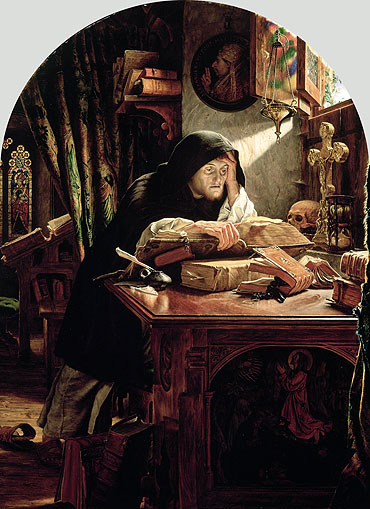
Martinho Lutero, o padre católico que deu início à Reforma Protestante, um evento importante no desenvolvimento do cânone do Novo Testamento.
1861. Por Joseph Noel Paton, atualmente na Galeria Nacional da Escócia.

A "Encyclopedia of Theology" afirma que os 27 livros que compõem o cânone do Novo Testamento não foram escolhidos com base numa lista bíblica que os autentique como inspirados e, por isso, sua legitimidade é considerada impossível de ser distinguida com certeza sem apelar para outra fonte infalível, como o "Magisterium" no caso dos católicos, que se reuniu pela primeira vez e autenticou esta lista no Concílio de Roma (382).

### Martinho Lutero
Martinho Lutero se incomodava com quatro livros do Novo Testamento, chamados de "antilegomena": Judas, Tiago, Hebreus e o Apocalipse. Por isto, ele os posicionou numa posição secundária em relação aos demais, mas não os excluiu. Ele propôs removê-los do cânone ecoando a opinião de diversos católicos — como o cardeal Caetano e Erasmo — e, parcialmente, por causa de ensinamentos que ele percebia como sendo contrário às doutrinas protestantes como a sola gratia e a sola fide, uma tese que não é geralmente aceita por seus seguidores. Ainda hoje estes livros aparecem em último lugar na Bíblia de Lutero alemã.

### Confissões protestantes
Entre as confissões de fé elaboradas pelos protestantes, diversas identificaram pelo nome os 27 livros do cânone do Novo Testamento, incluindo a Confissão de Fé Francesa (1559), a Confissão Belga (1561) e a Confissão de Westminster (1647), do período da Guerra Civil Inglesa. Os Trinta e Nove Artigos, proclamados pela Igreja da Inglaterra em 1563, nomeia os livros do Antigo Testamento, mas não os do Novo. Nenhuma das confissões proclamadas pela Igreja Luterana inclui uma lista explícita de livros canônicos.

### Critérios de canonicidade
Muitos protestantes modernos citam quatro "Critérios de Canonicidade" para justificar quais livros devem ser incluídos no Antigo e no Novo Testamento:
1. Origem Apostólica – atribuído a e baseado no ministério e nos ensinamentos da primeira geração de apóstolos ou seus companheiros próximos;
2. Aceitação Universal – reconhecido por todas as grandes comunidades cristãs do mundo antigo no final do século IV;
3. Uso Litúrgico – lidos publicamente quando as primeiras comunidades cristãs se reuniam para a "Ceia do Senhor", o serviço religioso semanal;
4. Mensagem Consistente – conteúdo teológico similar ou complementar a outros textos cristãos aceitos universalmente.

O fator básico para o reconhecimento da canonicidade era a inspiração divina e o teste principal para isto era a "Origem Apostólica". Neste contexto, o termo "apostólico" não necessariamente significa autoria ou derivação apostólica e sim "autoridade apostólica". Esta, por sua vez, está necessariamente ligada a autoridade divina através da sucessão apostólica.
Contudo, é muitas vezes difícil aplicar estes critérios a todos os livros do cânone aceito e livros considerados como apócrifos poderiam preencher estes critérios. Por isso, na prática, os protestantes defendem o cânone da Bíblia hebraica e o cânone católico para o Novo Testamento (27 livros).

### Cânones evangélicos
Muitas denominações cristãs evangélicas (a partir de c. 1730, na Inglaterra) não aceitam a teoria de que a Bíblia cristã não era conhecida até que seu cânone fosse determinado por concílios, locais e concílios ecumênicos, que eles consideram "dominados por Roma".
Estes grupos defendem que o Novo Testamento afirma que Paulo (II Timóteo 4:11–13), Pedro (II Pedros 3:15–16) e João (Apocalipse 22:18–19) finalizaram o cânone do Novo Testamento. Algumas lembram que os três escreveram 20 (ou 21 se considerarmos que Hebreus foi escrita por Paulo) dos 27 livros do Novo Testamento e conheciam pessoalmente todos os demais autores.

## Contrarreforma (depois de 1546)

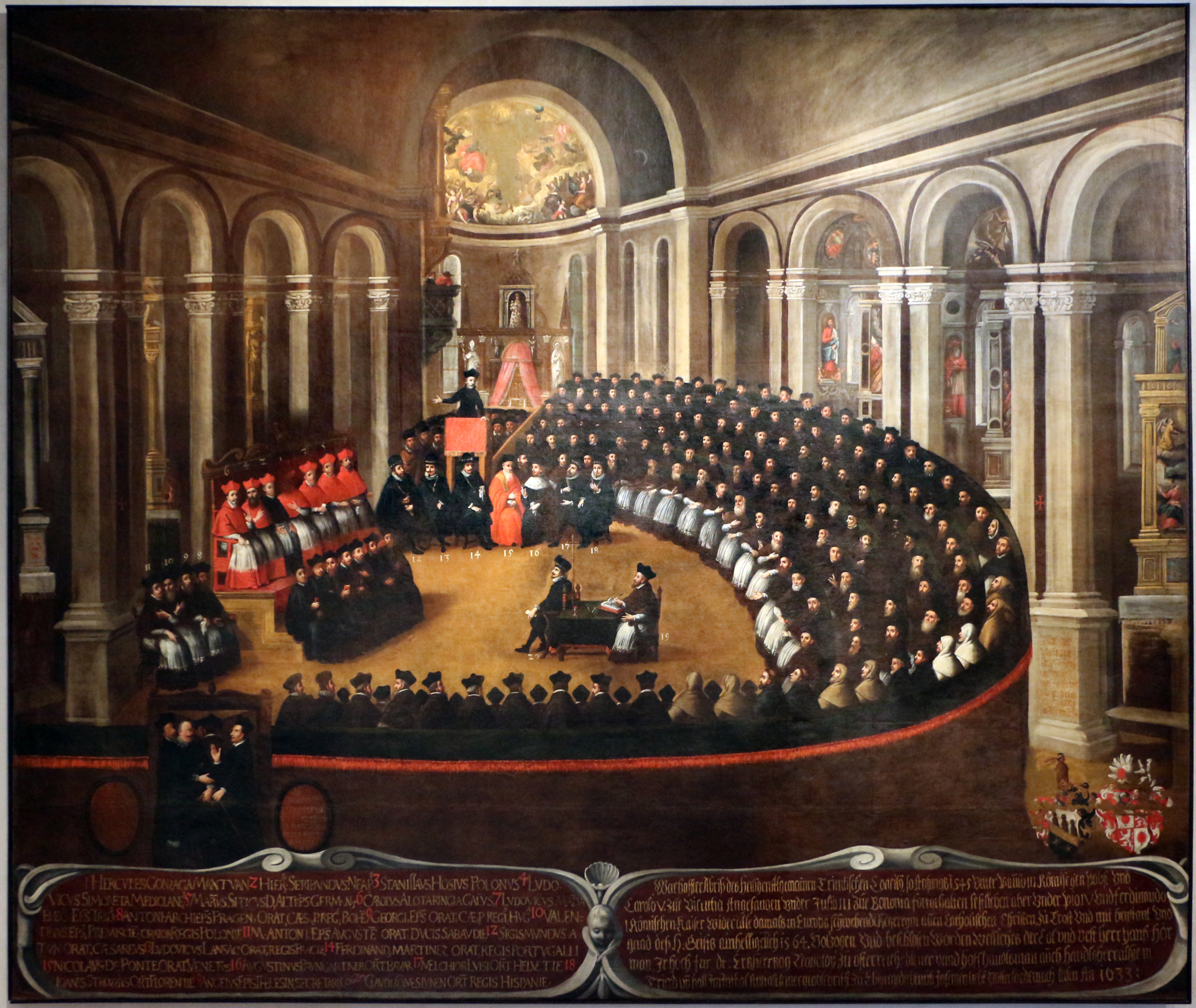
O Concílio de Trento (1546) tornou dogmática a definição católica do cânone bíblico

### Concílio de Trento
Em 8 de abril de 1546, durante o Concílio de Trento, foi aprovada a afirmação do cânone da moderna Bíblia católica, que inclui os livros deuterocanônicos, como um artigo de fé (a lista de livros já havia sido reafirmada por unanimidade). A decisão foi confirmada através da aprovação por voto de um anátema (24 a favor, 15 contra e 16 abstenções) contra qualquer tentativa de alterar o cânone. A lista aprovada reafirmava a lista produzida em 4 de fevereiro de 1442, na 11ª sessão do Concílio de Florença, pelos concílios norte-africanos de Agostinho entre 393 e 419 e, provavelmente, pelo papa Dâmaso I pelo Concílio de Roma (382).

### Eventos posteriores
O Concílio Vaticano I, em 24 de abril de 1870, aprovou o "Final longo de Marcos" (Marcos 16:9–20), Lucas 22:19b-20, a "Agonia no Horto" (Lucas 22:43–44) e a "Perícope da Adúltera" (João 7:53-João 8:11), trechos disputados por não constarem em alguns dos manuscritos mais antigos, mas presentes na Vulgata.
Em 2 junho de 1927, o papa Pio XI decretou que o "Comma Johanneum" (I João 5:7–8) permanece em disputa.
Em 3 de setembro de 1943, o papa Pio XII proclamou a encíclica "Divino afflante Spiritu", que permitiu novas traduções da Bíblia baseadas em textos diferentes da Vulgata latina.

## Igreja Ortodoxa (depois de 1672)

### Sínodo de Jerusalém
O Sínodo de Jerusalém, em 1672, decretou que o cânone da Igreja Ortodoxa seria idêntico ao decidido pelo Concílio de Trento. Os bispos reunidos "...chamaram de Escritura todos [os livros] que Cirilo colecionou do Sínodo de Laodiceia e enumeraram, acrescentando às Escrituras aqueles que ele tolamente ou ignorantemente ou ainda maliciosamente chamou de Apocrypha; especificamente [lista dos livros deuterocanônicos...]".